# Thoreauella
Thoreauella é um gênero monotípico de vespas pertencentes à família Figitidae. A única espécie é Thoreauella amatrix.